# Cyrus w Babilonii
Cyrus w Babilonii (wł. Ciro in Babilonia, ossia La caduta di Baldassarre) – opera seria Gioacchino Rossiniego, dramat muzyczny z chórami w dwóch aktach, z librettem Francesco Aventiego opartym na biblijnej księdze Daniela (rozdz. 5, 1–30).
Jej pierwsze przedstawienie odbyło się 14 marca 1812 roku w Teatro Comunale w Ferrarze i miało formę oratorium.

## Historia powstania dzieła
Dzięki protekcji śpiewaczki Marietty Marcolini wkrótce po premierze opery Szczęśliwe oszukanie Rossini otrzymał propozycję napisania poważnej opery dla Teatro Comunale w Ferrarze. Ze względu na planowane spektakle w okresie wielkiego postu temat miał mieć podtekst religijny. Francesco Aventi, który miał wcześniej doświadczenie tylko w pisaniu tekstu kantatowego, pod presją swoich przyjaciół podjął się zadania librecisty. Libretto miało nie tylko odpowiadać wymaganiom wykonawców i publiczności, ale także spełniać wymogi wielkiego postu, kiedy można było pokazywać tylko utwory teatralne o tematyce religijnej.

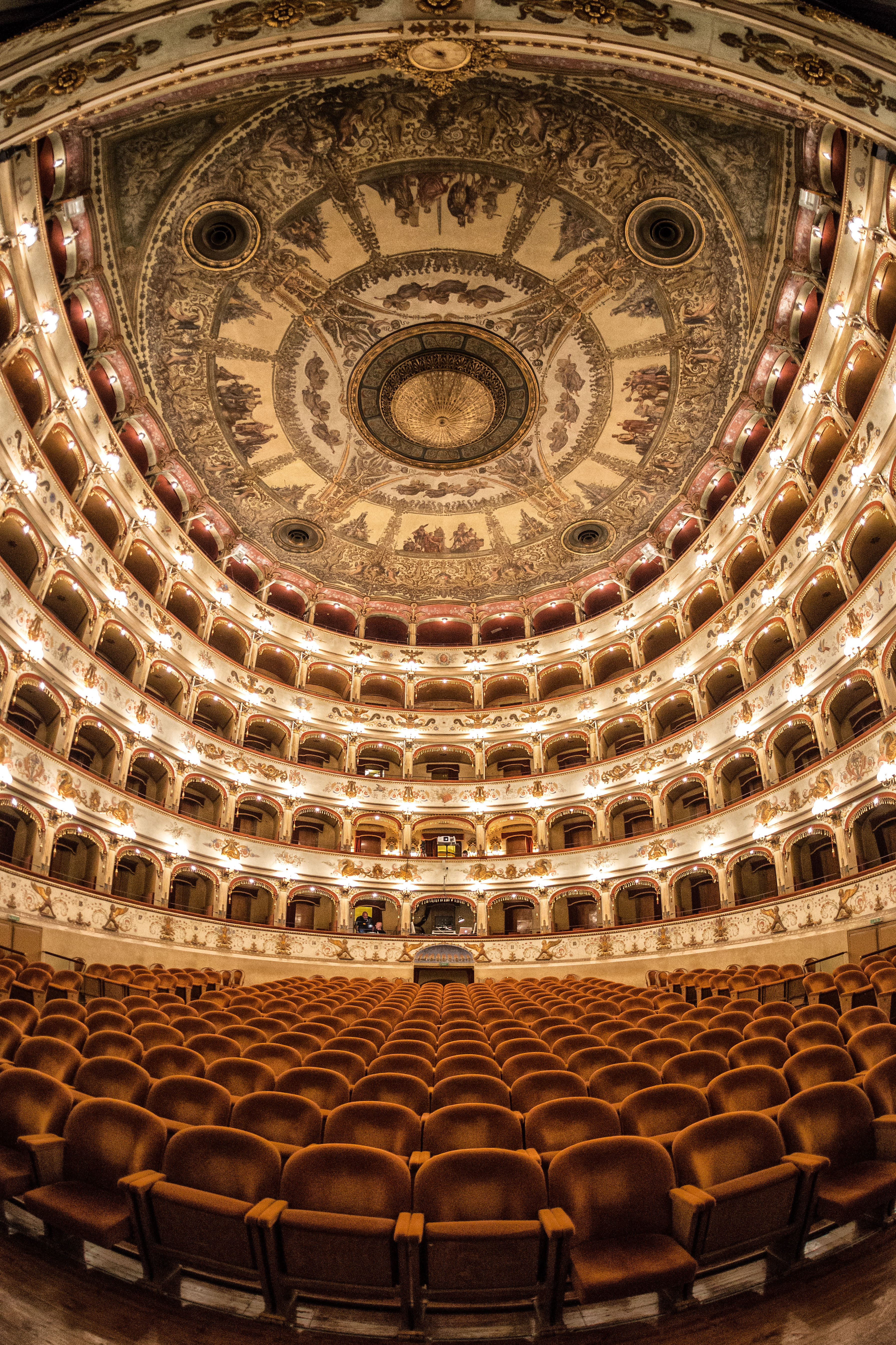
Teatro Comunale w Ferrarze

Pierwsze przedstawienie odbyło się 14 marca 1812 roku. Ze względu na wielki post premiera miała formę oratorium. Pomimo udziału dwóch gwiazd śpiewaczych Marietty Marcolini i Elisabetty Manfredini opera nie odniosła sukcesu i sam Rossini w późniejszej rozmowie z Ferdinandem Hillerem nazwał ją „jednym z moich fiasków”. Recenzje opublikowane po premierze były jednak bardzo pozytywne.
Kompozytor posłużył się uwerturą do Szczęśliwego oszukania, a w duecie Cyrusa i Amiry użył melodii z Demetriusza i Polibiusza.
Aria Chi disprezza gl'infelici jest jednym z najoryginalniejszych utworów napisanych przez Rossiniego, świadcząca o jego wielkim poczuciu humoru – gdzie solistka cały czas śpiewa na jednej tylko nucie. W wywiadzie, którego kompozytor udzielił niemieckiemu muzykowi i pedagogowi Ferdinandowi Hillerowi tak mówił o genezie arii:
 

Miałem w Ferrarze śpiewaczkę ról pobocznych („seconda donna”), która łączyła przerażającą brzydotę z okropnym głosem. Po dokładnym badaniu dostrzegłem, że jej skala zawiera jeden szczęśliwy ton: b razkreślne. Napisałem wówczas arię na tej jednej nucie; resztę powierzyłem orkiestrze. Utwór podobał się i miał powodzenie, a moja jednotonowa śpiewaczka była szczęśliwa z odniesionego triumfu.

Rossini wykorzystał muzykę z Cyrusa w Babilonii do orkiestrowego wprowadzenia w scenie więziennej w drugim akcie opery Elżbieta, królowa Anglii. Temat arii Amaltei La pace mia smarrita w Mojżeszu w Egipcie pochodzi też z Cyrusa.

## Dalsze losy opery
Po nieudanej premierze odbyły się jeszcze kolejne spektakle: 2 marca 1816 roku w Teatro San Luca (obecnie, po kilku renowacjach i odrestaurowaniu Teatro del Veneto Carlo Goldoni) w Wenecji z Benedettą Rosmundą Pisaroni; 19 maja 1817 roku w Teatro San Benedetto w Wenecji z udziałem Pisaroni; 21 lutego 1818 roku w Teatro degli Avvalorati w Livorno;  19 marca 1820 roku w Teatro San Carlo w Neapolu z udziałem Isabelli Colbran, Andrei Nozzariego, Giovanniego Davida i Michele Benedettiego. Poza Włochami znane są tylko spektakle w Monachium (1816), Wiedniu (1817), Weimarze (1822) i Dreźnie (1822), a także w Lizbonie i Londynie. Później dzieło popadło w zapomnienie.
Prawykonanie w czasach nowożytnych odbyło się w 1988 roku w Savonie z udziałem Danieli Dessì (Amira) i Ernesto Palacio (Baldassare). Po przedstawieniu w Bad Wildbad (2004) i koncercie w Paryżu (2008) opera została ostatecznie wykonana po raz pierwszy na Rossini Opera Festival w Pesaro w 2012 roku z Ewą Podleś w roli tytułowej. Spektakl został powtórzony w Pesaro w 2016 roku.

## Treść opery
Żona władcy Persji Cyrusa Amira jest więziona przez Babilończyków. Król Babilonii Baltazar zamierza ją poślubić, ale ona jest wierna Cyrusowi. Ten próbuje uratować żonę i syna, więźniów okrutnego tyrana. Przybywa do Babilonu, ale wkrótce zostaje odkryty i schwytany. W kajdanach opłakuje swój los i przysięga Bogu Izraela, że po zwycięstwie uwolni także Żydów z niewoli. Baltazar wierzy, że wygrał, ale podczas uczty na ścianie pojawia się płonący napis Mane, tekel, fares. Mędrcy mają rozwikłać znaczenie tych słów. Pojawia się prorok Daniel zapowiadający rychłą śmierć Baltazara i rozpad imperium. Kapłani sugerują wtedy złożenie więźniów w ofierze. Cyrus, Amira i ich syn są prowadzeni na miejsce straceń, ale Persom udaje się pokonać Babilończyków, uwalniając w ten sposób Cyrusa i jego rodzinę. Baltazar umiera, a para może wreszcie żyć w pokoju.

## Numery muzyczne
- Uwertura / Sinfonia

### Akt 1
- 1 Introdukcja Di Babilonia i popoli (chór, Zambri)
- 2 Duet T'arrendi, alfin dipende (Baltazar, Amira)
  - Recytatyw  Stanco di tue ripulse (Baltazar, Amira, Argene, Arbace)
- 3 Chór i cavatina Veh come pallido – Ciro infelice! (chór)
  - Recytatyw  Non più miei fidi (Cyrus, Arbace)
- 4 Aria Avrai tu pur vendetta (Arbace)
  - Recytatyw: Signor, a te dal campo (Zambri, Baltazar, Cyrus, Amira)
- 5 Aria Vorrei veder lo sposo (Amira)
  - Recytatyw  L'aspetto mio… la mia presenza (Baltazar, Amira, Cyrus)
- 6 Finał I aktu Guardie, olà! (Baltazar, Zambri, Cyrus, Amira, chór)

### Akt 2
- 7 Introdukcja Sì bell'alma soccorrete (chór)
- 8 Scena, duet i tercet Nello stringerti al mio petto, Ma qual voce…  (Cyrus, Amira, Baltazar)
  - Recytatyw  Udisti Argene E pronto il gran convito (Zambri, Argene)
- 9 Chór Intorno fumino
- 10 Recytatyw, burza (temporale) i scena zbiorowa Son questi, o Zambri (Baltazar, Zambri, Daniel)
- 11 Aria Daniello io son (Daniel)
- 12 Cavatina i chór Misero me, che intesi! (Baltazar, Mag)
  - Recytatyw Oh quanta pieta mi desti in sen! (Argene, Amira)
- 13 Aria Deh, per me non v'affliggete (Amira)
  - Recytatyw  Deh! tu m'aita, o Zambri (Argene, Zambri)
- 14 Aria Chi disprezza gl'infelici (Argene)
- 15 Chór, scena zbiorowa i aria: Dunque in oggi i nume irati (chór, Cyrus)
- 16 Aria T'abbraccio, ti stringo (Cyrus)
- 17 Che si tarda (Baltazar, chór, Cyrus)
- 18 E lieto e contento (Cyrus, Baltazar, chór)
  - Recytatyw Abbia fin l'atra strage (Zambri, Cyrus, Argene, Amira)
- 19 Finał II aktu Al vincitor clemente (chór, Cyrus, Amira, Zambri)[5]